# Ghislain Dochen
Ghislain Philippe Eugène Dochen (Hannuit, 28 november 1863 - Avernas-le-Bauduin, 7 september 1956) was een Belgisch senator.

## Levensloop
Dochen was doctor in de rechten en bestuurder van vennootschappen.
Hij was gemeenteraadslid van Hannuit van 1895 tot 1907. 
Hij werd verkozen tot liberaal senator voor het arrondissement Hoei-Borgworm, van 1919 tot 1925 en van 1925 tot 1932.